# Колішови
Колішови (пол. Koliszowy) — село в Польщі, у гміні Руда-Маленецька Конецького повіту Свентокшиського воєводства.
Населення — 321 особа (2011).
У 1975-1998 роках село належало до Келецького воєводства.

## Демографія
Демографічна структура на день 31 березня 2011 року:
|          | Загалом | Допрацездатний вік | Працездатний вік | Постпрацездатний вік |
| -------- | ------- | ------------------ | ---------------- | -------------------- |
| Чоловіки | 150     | 37                 | 95               | 18                   |
| Жінки    | 171     | 30                 | 74               | 67                   |
| Разом    | 321     | 67                 | 169              | 85                   |